# Comtat de Tillman
El Comtat de Tillman és un comtat localitzat al sud-oest de l'estat estatunidenc d'Oklahoma. Tenia una població de 7.992 habitants segons el cens dels Estats Units del 2010. La seu de comtat i ciutat més poblada és Frederick.

## Geografia
Segons l'Oficina del Cens dels Estats Units, el comtat tenia una àrea total de 2.277 quilòmetres quadrats, dels quals 2.258 quilòmetres quadrats són terra i 19 quilòmetres quadrats (0,82%) són aigua.

### Comtats adjacents
|  |  |  |
|  |  |  |
|  |  |  |

## Demografia

Piràmide de població del Comtat de Tillman (2000)

Segons el cens del 2000, hi havia 9.287 persones, 3.594 llars, i 2.487 famílies residint en el comtat. La densitat de població era d'unes 4 persones per quilòmetre quadrat. Hi havia 4.342 cases en una densitat d'unes 2 per quilòmetre quadrat. La composició racial del comtat era d'un 74,21% blancs, un 9,02% negres o afroamericans, un 2,68% natius americans, un 0,32% asiàtics, un 0,03% illencs pacífics, un 10,61% d'altres races, i un 3,12% de dos o més races. Un 17,67% de la població eren hispànics o llatinoamericans de qualsevol raça.
Hi havia 3.594 llars de les quals un 30,50% tenien menors de 18 anys vivint-hi, un 55,10% eren parelles casades vivint juntes, un 10,70% tenien una dona com a cap de família sense cap marit, i un 30,80% no eren famílies. En un 28,80% de totes les llars hi vivia solament una persona i un 16,80% tenien algú vivint-hi sol o sola major de 64 anys. De mitjana la mida de llar era de 2,48 persones i de família era de 3,05 persones.
Pel comtat la població s'estenia en un 26,70% menors de 18 anys, un 7,20% de 18 a 24 anys, un 24,00% de 25 a 44 anys, un 22,80% de 45 a 64 anys, i um 19,30% majors de 64 anys. L'edat mediana era de 39 anys. Per cada 100 dones hi havia 96,10 homes. Per cada 100 dones majors de 17 anys hi havia 90,00 homes.
L'ingrés anual de mediana per a una llar en el comtat era de 24.828 $, i l'ingrés anual de mediana per a una família era de 30.854 $. Els homes tenien un ingrés anual de mediana de 23.039 $ mentre que les dones en tenien de 18.724 $. La renda per capita pel comtat era de 14.270 $. Un 17,30% de les famílies i un 21,90% de la població vivia per sota del llindar de la pobresa, incloent-hi dels quals un 30,20% menors de 18 anys i un 15,40% majors de 64 anys.

## Entitats de població

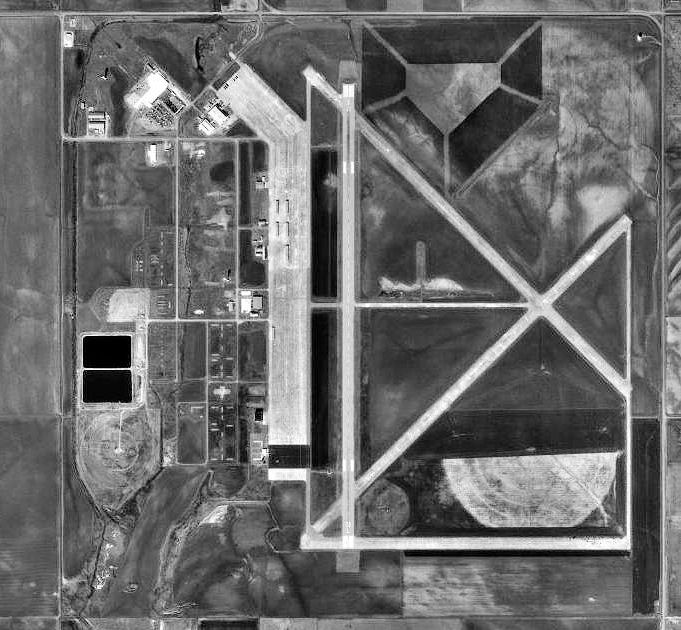
Aeroport Regional de Frederick el 1995 a la ciutat de Frederick

| - Chattanooga - Davidson - Frederick - Grandfield | - Hollister - Loveland - Manitou - Tipton |